# Psammoecus bambusae
Psammoecus bambusae es una especie de coleóptero de la familia Silvanidae.

## Distribución geográfica
Habita en la India.